# Оландски острови
Оландските острови (Оланд, на шведски: Åland; на фински: Ahvenanmaa, също Ahvenanmaan maakunta) е архипелаг в северната част на Балтийско море на южния вход на Ботническия залив между Швеция и Финландия. Архипелагът се състои от 60 обитаеми и повече от 6000 необитаеми острова.
Островите са част от Финландия, но населението е предимно от шведи, лутерани, поради което територията има статут на автономия.

## Особен статут
Оландските острови имат особен автономен статус, който са получили през 1921 г. Единствен официален език на островите е шведският. Цялата територия е напълно демилитаризирана зона, няма военни бази на Финландските въоръжени сили, а жителите на Оланд, за разлика от останалите граждани на Финландия, не се призовават на редовна военна служба.
Оланд издава собствени пощенски марки и има собствен интернет домейн от първо ниво .ax.
Оланд е една от териториите със специален статут на Европейския съюз и асоцииран член на Скандинавския съвет.

## История
Откритите от археолозите находки датират заселването на Оландските острови около 4000 година пр.н.е. Там са намерени основно керамични артефакти.
През новите векове няколко столетия островите неведнъж са били арена на стълкновения между държавите от балтийския регион. През 1714 – 1721 г. Оландите са били почти напълно разгромени от войските на Петър Велики, а населението им е било принудено да мигрира към съседна Швеция, която до този момент е владеела островите.
На 17 септември 1809 година, по силата на Фридрихсхамнския мирен договор, архипелагът влиза в състава на Руската империя като част от Великото финландско княжество. Пълномощията на губернатора на Оландите са отнети, а постът му – премахнат.
През 1832 година на Оландските острови е построена руската военна крепост Бомарсунд. По времето на Кримската война крепостта е завладяна от войските на Англия и Франция. На 30 март 1856 година между Великобритания, Франция и Русия е подписан договор, според който на Оландските острови повече няма да има военно присъствие и се забраняват строежите на военни укрепления.
През март 1917 година, след премахването на монархията в Русия, населението на Оландите се обръща с молба към Швеция островите да бъдат присъединени към нейната територия. Местните жители се опасяват, че новата власт в Русия може да посегне на шведския език, който е основен на островите, и на културните им традиции. Представители на оландските провинции изготвят петиция до шведските крал и правителство с молба да вземат под свое покровителство архипелага и населението му. Започва събирането на подписи под искането. На 6 декември 1917 година обаче Финландия обявява независимост от Русия, а новата финландска власт отказва да даде право на самоопределение на Оландските острови, които попадат на нейна територия. Швеция и Русия признават на 4 януари 1918 година независимостта на Финландия, с което и Оландите като неразделна част от нейната територия. Избухват серия протести както сред жителите на архипелага, така и в самата Швеция.
През юни 1919 година финландските власти все пак разрешават провеждането на референдум, който да определи статута на островите. 95,48 % от гласувалите оландци се обявяват за присъединяване към Швеция. През май 1920 година финландският парламент приема Закон за автономията на Оландските острови. Законът обаче не е приет от самите оландци, което дава началото на т. нар. Оландска криза. В парламента на Оландите, избран още през 1918 година, се провеждат бурни дебати. Същевременно финландските власти арестуват двама от местните лидери – Сундблум и Бьоркман, които са обвинени в държавна измяна.
С посредничеството на Великобритания случаят е разгледан в две заседания на Обществото на народите, а на 24 юни 1921 г. е подписана Оландската конвенция, която потвърждава принадлежността на островите към територията на Финландия, но им предоставя широка автономия. Три дни по-късно Швеция и Финландия подписват Оландската спогодба – мирен договор, уреждащ статута на островите.
На 20 октомври 1921 година представители на Великобритания, Германия, Дания, Италия, Латвия, Полша, Финландия, Франция, Швеция и Естония подписват в Женева конвенция за демилитаризиране и неутралитет на Оландите. Властите в Москва отказват да подпишат документа, заявявайки, че той противоречи на интересите на съветската държава. Тя признава демилитаризирания статут на архипелага чак през 1940 г. с Московската спогодба за Оландските острови и го препотвърждава през 1947 г. с Парижкия мирен договор. В нито един от двата документа обаче не се споменава за неутралния статут на островите.
Преди началото на Втората световна война, в нарушение на дотогавашните договори, Финландия изгражда на островите военни укрепления. Но след съветско-финландската война финландците се задължават да извършат отново демилитаризация на архипелага. Отново военни стъпват на островите в разгара на Втората световна война и ги напускат след края ѝ.
От 1954 г. Оландите имат свое знаме, а от 1 март 1984 г. там започва и издаването на пощенски марки.
Понастоящем всички жители на островите (както и тези, мигрирали там преди 12-годишна възраст) не служат като войници. На островите е забранено носенето и дори съхраняването на каквото и да е огнестрелно оръжие (с изключение на ловно). Това правило не важи единствено за полицейските служители.

## География
Архипелагът се състои от над 6700 острова и е разположен в южния вход на Ботническия залив в северната част на Балтийско море. Отдалечен на около 40 km от шведския и 15 km от финландския бряг. Основният остров Фаста Оланд (640 km²) е отдалечен на около 40 km от шведската и на около 100 km от финландската брегова линия, като близо 90% от населението обитава западната част на острова. Островите заемат 1552.38 km², ако се включи и морската площ – 13 517 km². Точният им брой е 6757, като средната им площ е около четвърт хектар. Населението от 28 666 души обитава 60 от островите като средната гъстота е 18,1 /кв.км. Дължина на целия архипелаг от север на юг е около 130 km. Изградени са предимно от гранити и гнайси. Релефът е предимно равнинен, леко хълмист, на места с моренни валове. Най-високата точка на архипелага е Ордалсклинд в северната част на Фаста Оланд – 129 m н.в. Климатът е умерен, прохладен. Средна януарска температура -4°С, средна юлска 15°С, годишна сума на валежите 550 mm. Голяма част от островите е покрита с широколистни гори и храсти. Основен поминък на населението са риболов, млечно животновъдство и земеделие.